# Greg Bear

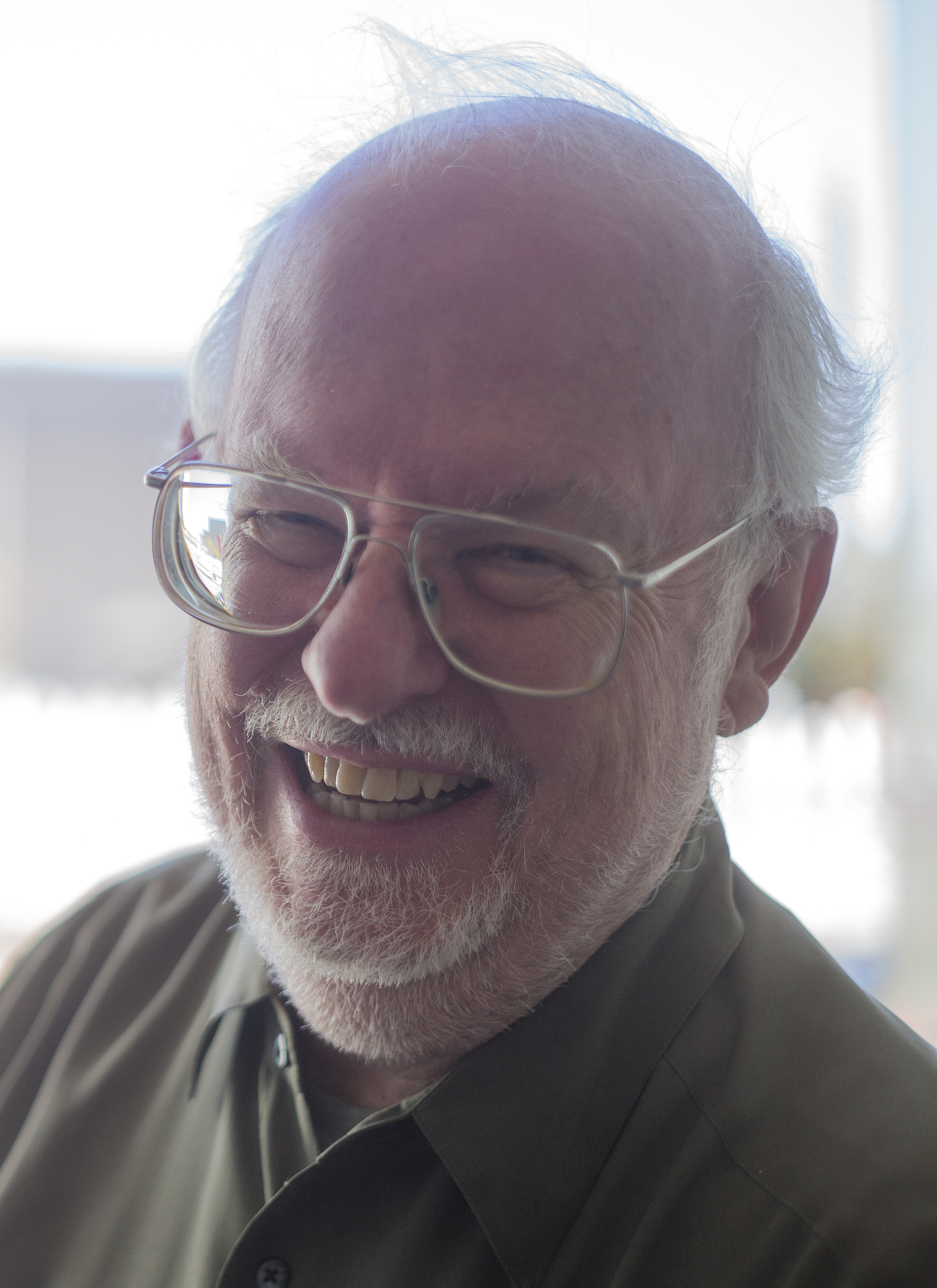
Greg Bear (2016)

Gregory Dale Bear (* 20. August 1951 in San Diego, Kalifornien; † 19. November 2022) war ein US-amerikanischer Science-Fiction-Autor. Er veröffentlichte unter dem Autorennamen Greg Bear und war der Schwiegersohn von Poul Anderson.

## Werk
Sein Werk handelt von galaktischen Konflikten (in den Schmiede-Gottes-Büchern), künstlichen Universen (in der Thistledown-Serie) und beschleunigter Evolution (in den Romanen Blutmusik, Das Darwin-Virus und Die Darwin-Kinder).
Während die umfangreiche und detaillierte Darstellung von Wissenschaft in seiner Arbeit ihn als Autor der „harten“ Science Fiction ausweist, wird die Plausibilität einiger seiner wissenschaftlichen Ideen gelegentlich in Frage gestellt. Zum Beispiel wurde darauf hingewiesen, dass es schwer vorstellbar sei, dass die Bakterien in Blutmusik genügend Information verarbeiten könnten, um Bewusstsein zu entwickeln. Aber es wurde auch die Theorie vertreten, dass die Bakterien zwar einzeln kaum Informationen verarbeiten, jedoch als Kolonien Bewusstsein entwickeln könnten.
In Schmiede Gottes sowie Der Amboß der Sterne bietet Bear eine mögliche Lösung des Fermi-Paradoxons: Junge planetarische Zivilisationen können nur überleben, wenn sie sich still verhalten und so nicht die Aufmerksamkeit zerstörerischer Sonden auf sich lenken. Der erste Teil, die Schmiede Gottes, thematisiert die Zerstörung der Erde durch eine Killer-Zivilisation und die Errettung weniger Auserwählter durch freundlich gesinnte Außerirdische. In Der Amboß der Sterne wird ein Raumschiff mit jugendlichen Überlebenden ausgeschickt, um das galaktische Gesetz zu erfüllen und die Killer-Zivilisation zu vernichten.
Neuere Arbeiten wie die beiden Erzählungen Das Darwin-Virus und Die Darwin-Kinder handeln vom Einfluss einer viralen Krankheit, die evolutionäre Übergänge verursacht, und halten sich dabei eng an aktuelle Erkenntnisse der Molekularbiologie von Viren und der Evolution. Während einige ziemlich spekulative Ideen in erster Linie unterhalten (schließlich ist es Fiktion), werden sie auf solch drastische und disziplinierte Art auf dem neuesten Stand dieser Disziplinen eingeführt, dass Das Darwin-Virus im Wissenschaftsmagazin Nature gelobt wurde und die deutschen Erstveröffentlichungen in dem Fachbuchverlag Spektrum Akademischer Verlag erschienen.
Ein Aspekt, der sich wie ein roter Faden durch viele Romane Bears zieht, sind die Gesellschaften, in denen seine Geschichten spielen. Wie selbstverständlich bettet er seine Handlung von Anfang an in akribisch gezeichnete ungewöhnliche Gesellschaftsstrukturen, die sich dem Leser aber erst im Laufe des Romans erschließen, und wodurch diese oft erst plausibel werden.
Während das meiste im Werk von Bear Science-Fiction ist, sind zwei seiner frühen Arbeiten, The Infinity Concerto und The Serpent Mage, eher der Fantasy-Literatur zuzuordnen.

## Kritik
- Michael Nagula über Blutmusik: „Die besondere Bedeutung gerade dieses Romans von Bear, der davor und danach in seinen Werken nicht mehr wesentlich von einem visionären Technizismus klassischer Machart abrückt, liegt in seiner offensichtlichen Ambivalenz. Blutmusik ist gefangen zwischen den Forderungen an eine Welt, in der der Mensch seinen Platz erst noch finden muß, und der Vorstellung, daß ihm die Rückkehr in ein Paradies, auf die jede Philosophie von Technik aufbaut, für immer verwehrt bleiben wird… Der Biochemiker Ulam rettet zwar stellvertretend für die Wissenschaft die Welt – doch indem er sie zerstört.“[2]
- John Sladek über Schmiede Gottes: „Das Buch weist nur gelegentlich Schwächen auf, an jenen Stellen, wo es seine filmischen Prämissen außer acht läßt und sich zu ‚Wissenschaftlichkeit‘ auswächst... Man sehnt sich bald nach einem naiveren Betrachtungsmodus, nach jemandem, dem einfach nur bewußt wird, daß einfach der Teufel losgelassen ist und alles kaputtgeht. Jedoch die Erde fetzt weiter so glatt auf ihr unvermeidliches Ende zu, und die Geschichte flutscht glatt weiter zu einem Überraschungsende.“[3]

## Auszeichnungen
- 1983 Science Fiction Chronicle Readers Poll für Petra als beste Kurzgeschichte
- 1984 Hugo Award für Blood Music als bester Kurzroman

0000 Nebula Award für Blood Music als bester Kurzroman
0000 Nebula Award für Hardfought als beste Erzählung
- 1986 John W. Campbell Memorial Award für Blood Music

0000 Prix Apollo für la Musique du sang^Blood Music
0000 Prix Apollo für Blood Music
- 1987 Hugo Award für Tangents als beste Kurzgeschichte

0000 Nebula Award für Tangents als beste Kurzgeschichte
- 1994 Science Fiction Chronicle Readers Poll für Moving Mars als bester Roman

0000 Seiun Award für Tangents in der Kategorie „Foreign Short Fiction“
- 1995 Nebula Award für Moving Mars als bester Roman
- 1996 Hayakawa S-F Magazin Leserpreis für Heads in der Kategorie „Foreign Short Story“

0000 Premio Ignotus für Marte se mueve (Moving Mars) als bester fremdsprachiger Roman
- 1997 Seiun Award für Heads als beste fremdsprachige Kurzgeschichte
- 1999 Endeavour Award für Dinosaur Summer in der Kategorie „Distinguished Novel or Collection“

0000 Locus Award für Dinosaur Summer als bester Science-Fiction-Roman
- 2000 Endeavour Award für Darwin’s Radio in der Kategorie „Distinguished Novel or Collection“

0000 Prix Ozone für / Slant als bester fremdsprachiger Science-Fiction-Roman
- 2001 Nebula Award für Darwin’s Radio als bester Roman
- 2003 Locus Award für Vitals als bester Science-Fiction-Roman
- 2006 Robert A. Heinlein Award (zusammen mit Jack Williamson)
- 2017 Forry Award

## Bibliografie

### Serien und Zyklen
Die Serien sind nach dem Erscheinungsjahr des ersten Teils geordnet.
Thistledown
Kurzgeschichten:
- The Wind from a Burning Woman (in: Analog Science Fiction/Science Fact, October 1978)
  - Deutsch: Im Wind einer brennenden Frau. In: Hans Joachim Alpers (Hrsg.): Kopernikus 6. Moewig Science Fiction #3575, 1982, ISBN 3-8118-3575-0.
- The Way of All Ghosts (1999, in: Robert Silverberg (Hrsg.): Far Horizons: All New Tales from the Greatest Worlds of Science Fiction)

Eon:
- 1 Eon (1985)
  - Deutsch: Äon. Übersetzt von Reinhard Heinz. Heyne SF&F #4433, 1987, ISBN 3-453-00450-7.
- 2 Eternity (1988)
  - Deutsch: Ewigkeit. Übersetzt von Winfried Petri. Heyne SF&F #4916, 1992, ISBN 3-453-05838-0.
- 3 Legacy (1995)
- Eon & Eternity (Sammelausgabe von 1 und 2; 1999)

Songs of Earth and Power / Sidhe-Zyklus
- The Infinity Concerto (1984)
  - Deutsch: Das Lied der Macht. Übersetzt von Walter Brumm. Heyne SF&F #4382, 1987, ISBN 3-453-31384-4.
- The Serpent Mage (1986)
  - Deutsch: Der Schlangenmagier. Übersetzt von Walter Brumm. Heyne SF&F #4569, 1989, ISBN 3-453-03164-4.
- Songs of Earth and Power (Sammelausgabe von 1 und 2; 1992)

Forge of God
- The Forge of God (1987)
  - Deutsch: Schmiede Gottes. Übersetzt von Winfried Petri. Heyne SF&F #4617, 1989, ISBN 3-453-03488-0.
- Anvil of Stars (1992)
  - Deutsch: Der Amboss der Sterne. Übersetzt von Wilfried Petri. Heyne SF&F #5510, 1996, ISBN 3-453-10946-5.

Quantum Logic
Queen of Angels:
- 1 Queen of Angels (1990)
  - Deutsch: Königin der Engel. Übersetzt von Peter Robert. Heyne SF&F #4954, 1993, ISBN 3-453-06195-0.
- 2 Heads (2 Teile in: Interzone, #37 July 1990  ff.)
  - Deutsch: Köpfe. Heyne SF&F #5347, 1995, ISBN 3-453-08591-4.
- 3 Moving Mars (1993)
  - Deutsch: Heimat Mars. Übersetzt von Ursula Kiausch. Heyne SF&F #5922, 1999, ISBN 3-453-13309-9.
- 4 Slant (1997; auch: /)
  - Deutsch: Slant. Greg Bearb. Übersetzt von Bernhard Kempen. Heyne SF&F #6357, 2001, ISBN 3-453-17096-2.

Quantico:
- 1 Quantico (2005)
  - Deutsch: Quantico. Übersetzt von Usch Kiausch. Heyne, 2006, ISBN 3-453-43037-9.
- 2 Mariposa (2009)

Darwin
- 1 Darwin’s Radio (1999)
  - Deutsch: Das Darwin-Virus. Übersetzt von Sebastian Vogel. Spektrum Akadem. V. #1089, 2001, ISBN 3-8274-1089-4.
- 2 Darwin’s Children (2003)
  - Deutsch: Die Darwin-Kinder. Übersetzt von Usch Kiausch. Spektrum Akadem. V. Elsevier #1484, 2004, ISBN 3-8274-1484-9.

Halo
Forerunner Saga / Blutsväter-Saga
- 1 Cryptum (2011)
  - Deutsch: Kryptum. Übersetzt von Tobias Toneguzzo und Andreas Kasprzak. Panini (Panini Halo - Blutsväter #1), 2011, ISBN 978-3-8332-2126-2.
- 2 Primordium (2012)
  - Deutsch: Primordium. Übersetzt von Tobias Toneguzzo und Andreas Kasprzak. Panini (Panini Halo - Blutsväter #2), 2012, ISBN 978-3-8332-2524-6.
- 3 Silentium (2013)
  - Deutsch: Silentium. Übersetzt von Andreas Kasprzak. Panini (Panini Halo - Blutsväter #3), 2013, ISBN 978-3-8332-2701-1.

Kurzgeschichte:
- Silentium (2014; mit Erik Bear)

The Mongoliad / Foreworld Saga (mit Mark Teppo, Cooper Moo, Neal Stephenson, Nicole Galland, Erik Bear und Joseph Brassey)
- 1 The Mongoliad: Book One (2012)
  - Deutsch: Mongoliade 1. Übersetzt von Jonas M. Jarr. AmazonCrossing, 2013, ISBN 978-1-4778-0877-1.
- 2 The Mongoliad: Book Two (2012;)
- 3 The Mongoliad: Book Three: Includes Seer, a prequel to The Mongoliad series (2013)

War Dogs
- 1 War Dogs (2014)
  - Deutsch: Die Flammen des Mars. Übersetzt von Andreas Brandhorst. Heyne SF & F #52870, 2015, ISBN 978-3-453-52870-3.
- 2 Killing Titan (2015)
  - Deutsch: Im Schatten des Saturn. Übersetzt von Andreas Brandhorst. Heyne, 2016, ISBN 978-3-453-31414-6.
- 3 Take Back the Sky (2016)
  - Deutsch: Die Rache des Titan. Übersetzt von Urban Hofstetter. Heyne, 2017, ISBN 978-3-453-31415-3.
- The War Dogs Trilogy (Sammelausgabe von 1–3; 2017)

### Romane
- Hegira (1979)
  - Deutsch: Die Obelisken von Hegira. Hrsg. und mit einrm Nachwort von Hans Joachim Alpers. Aus dem Amerikanischen von Karl-Ulrich Burgdorf. Übersetzt von Karl-Ulrich Burgdorf. Moewig Science Fiction #3554, 1981, ISBN 3-8118-3554-8.
- Psychlone (1979; auch: Lost Souls, 1982)
- Beyond Heaven’s River (1980)
- Strength of Stones (1981)
  - Deutsch: Die Macht der Steine. Übersetzt von Martin Gilbert. Heyne SF&F #5509, 1996, ISBN 3-453-10947-3.
- Hardfought (Kurzroman in: Isaac Asimov’s Science Fiction Magazine, February 1983)
  - Deutsch: Der Feind in mir. In: Friedel Wahren (Hrsg.): Isaac Asimovs Science Fiction Magazin 23. Folge. Heyne SF&F #4140, 1984, ISBN 3-453-31105-1.
- Corona (Star Trek: The Original Series, 1984)
  - Deutsch: Corona. In: Wolfgang Jeschke (Hrsg.): Star Trek Black Edition: Spock. Heyne SF & F #6452, 1988, ISBN 3-453-09541-3.
- Blood Music (1985)
  - Deutsch: Blutmusik. Übersetzt von Walter Brumm. Heyne SF&F #4480, 1988, ISBN 3-453-01014-0.
- Foundation and Chaos (Fortsetzung des Foundation-Zyklus, Teil 2 der zweiten Foundation-Trilogie, 1998)
  - Deutsch: Foundation und Chaos. Übersetzt von Irene Holicki. Heyne SF&F #8302, 2000, ISBN 3-453-17932-3. Auch als: Der Fall der Foundation. Übersetzt von Irene Holicki. Heyne (Die zweite Foundation-Trilogie #2), 2006, ISBN 3-453-52157-9.
- Sleepside Story (1988, Kurzroman)
  - Deutsch: Die Hure. In: Greg Bear: Tangenten. 1997.
- Sisters (1989, Kurzroman in: Greg Bear: Tangents)
  - Deutsch: Schwestern. In: Greg Bear: Tangenten. 1997.
- Heads (1990)
  - Deutsch: Köpfe. Übersetzt von Irene Bonhorst. Heyne SF&F #5347, 1995, ISBN 3-453-08591-4.
- Slant (1997)
  - Deutsch: Slant. Übersetzt von Bernhard Kempen. Heyne SF&F #6357, 2001, ISBN 3-453-17096-2.
- Dinosaur Summer (1998)
- Rogue Planet (Star Wars: Episode I, 2000)
  - Deutsch: Planet der Verräter. Übersetzt von Ralf Schmitz. Blanvalet (Goldmann #35494), 2001, ISBN 3-442-35494-3.
- Vitals (2002)
  - Deutsch: Jäger. Übersetzt von Helmut Gerstberger. Heyne Allgemeine Reihe #13759, 2003, ISBN 3-453-86948-6.
- Dead Lines (2004)
  - Deutsch: Stimmen. Übersetzt von Usch Kiausch. Heyne, 2004, ISBN 3-453-40011-9.
- City at the End of Time (2008)
  - Deutsch: Die Stadt am Ende der Zeit. Übersetzt von Usch Kiausch. Heyne SF & F #52341, 2009, ISBN 978-3-453-52341-8.
- Hull Zero Three (2010)
  - Deutsch: Das Schiff. Übersetzt von Usch Kiausch. Heyne SF & F #53375, 2011, ISBN 978-3-453-53375-2.
- The Anvil of the Stars
  - Deutsch: Der Amboss der Sterne. Übersetzt von Winfried Petri. E-Books der Verlagsgruppe Random House GmbH, München 2014, ISBN 978-3-641-13590-4 (E-Book).
- The City at the End of Time
  - Deutsch: Die Stadt am Ende der Zeit. Übersetzt von Usch Kiausch. E-Books der Verlagsgruppe Random House GmbH, München 2011, ISBN 978-3-641-07715-0 (E-Book).

### Sammlungen
- The Wind from a Burning Woman (1983; auch: The Venging, 1992)
- Early Harvest (1988)
- Tangents (1989)
  - Deutsch: Tangenten. Übersetzt von Andreas Irle. Heyne SF&F #5663, 1997, ISBN 3-453-11951-7.
- Bear’s Fantasies (1992)
- The Collected Stories of Greg Bear (2002)
- W3: Women in Deep Time (2003; auch: Women In Deep Time, 2008)
- Sleepside: The Collected Fantasies of Greg Bear (2004; auch: Sleepside Stories, 2011)
- Journeys Through Time & Space: 5 Classic Novels of Science Fiction and Fantasy (2017, Sammelausgabe)

The Complete Short Fiction of Greg Bear
- 1 Just Over the Horizon (2016)
- 2 Far Thoughts and Pale Gods (2016)
- 3 Beyond the Farthest Suns (2016)

### Kurzgeschichten
1967
- Destroyers (1967, in: Famous Science Fiction, Winter 1967/1968)

1973
- Webster (1973)
  - Deutsch: Webster. In: Greg Bear: Tangenten. 1997.

1975
- The Venging (in: Galaxy, June 1975; überarbeitete Fassung 1992 in: Greg Bear: The Venging)
  - Deutsch: Die Rache. In: Jerry Pournelle (Hrsg.): Black Holes. Bastei Lübbe Science Fiction Special #24012, 1980, ISBN 3-404-24012-X.
- Perihesperon (1975, in: Roger Elwood (Hrsg.): Tomorrow: New Worlds of Science Fiction; überarbeitete Fassung 1992 in: Greg Bear: The Venging)

1976
- A Martian Ricorso (in: Analog Science Fiction/Science Fact, February 1976)
  - Deutsch: Seht euch vor! In: Hans Joachim Alpers (Hrsg.): Bestien für Norn. Droemer Knaur (Knaur Science Fiction & Fantasy #5722), 1980, ISBN 3-426-05722-0. Auch als: Ein marsianischer Ricorso. In: Greg Bear: Tangenten. 1997.

1977
- Sun-Planet (in: Galaxy, April 1977)
  - Deutsch: Die Sonnenwelt. In: Walter Spiegl (Hrsg.): Brennpunkt Zukunft 2. Ullstein Science Fiction & Fantasy #31042, 1982, ISBN 3-548-31042-7.

1978
- Mandala (1978, in: Robert Silverberg (Hrsg.): New Dimensions: Science Fiction: Number 8)
- Scattershot (1978, in: Terry Carr (Hrsg.): Universe 8)

1979
- The White Horse Child (1979, in: Terry Carr (Hrsg.): Universe 9)
  - Deutsch: Reiten auf dem weißen Pferd. In: Isaac Asimov (Hrsg.): Zauberwelt der Fantasy. Bastei-Lübbe Paperback #28149, 1986, ISBN 3-404-28149-7.

1980
- If I Die Before I Wake (1980, in: Orson Scott Card (Hrsg.): Dragons of Light)
- Richie by the Sea (1980, in: Ramsey Campbell (Hrsg.): New Terrors 2)

1981
- Eucharist (in: The Magazine of Fantasy & Science Fiction, June 1981)
- Strength of Stones, Flesh of Brass (in: Rigel Science Fiction, #1 Summer 1981)

1982
- Petra (in: Omni, February 1982)
  - Deutsch: Petra. In: Bruce Sterling (Hrsg.): Spiegelschatten. Heyne SF&F #4544, 1988, ISBN 3-453-03133-4.
- Schrödinger’s Plague (in: Analog Science Fiction/Science Fact, March 29, 1982)
  - Deutsch: Schrödingers Seuche. In: Greg Bear: Tangenten. 1997.

1983
- Blood Music (in: Analog Science Fiction/Science Fact, June 1983)
  - Deutsch: Blut-Musik. In: Donald A. Wollheim und Arthur W. Saha (Hrsg.): World’s best SF 3. Bastei-Lübbe SF Special #24058, 1984, ISBN 3-404-24058-8. Auch als: Die Musik des Blutes. In: Hans Joachim Alpers (Hrsg.): Kopernikus 11. Moewig Science Fiction #3637, 1984, ISBN 3-8118-3637-4. Auch als: Musik des Blutes. In: Jonathan Gates (Hrsg.): Die 20 besten SF-Stories. Goldmann SF #25029, 1984, ISBN 3-442-25029-3.
- Hardfought (1983)
  - Deutsch: Der Feind in mir. In: Friedel Wahren (Hrsg.): Isaac Asimovs Science Fiction Magazin 23. Folge. Heyne SF&F #4140, 1984, ISBN 3-453-31105-1.

1985
- Through Road No Whither (1985, in: Jim Baen und Jerry Pournelle (Hrsg.): Far Frontiers; auch: Through Road, No Whither, 1989)
  - Deutsch: Die Straße ins Nirgendwo. In: Greg Bear: Tangenten. 1997.
- Dead Run (in: Omni, April 1985)
  - Deutsch: Totenfuhre. In: Greg Bear: Tangenten. 1997.
- Through Road No Whither (1985)
  - Deutsch: Die Straße ins Nirgendwo. In: Greg Bear: Tangenten. 1997.

1986
- Tangents (in: Omni, January 1986)
  - Deutsch: Tangenten. In: Hans Joachim Alpers (Hrsg.): Kopernikus 15. Moewig Science Fiction #3790, 1988, ISBN 3-8118-3790-7.

1987
- The Visitation (in: Omni, June 1987; auch: Visitation, 1989)
- The Machineries of Joy (1987)
  - Deutsch: Die Unterhaltungsmachinerie. In: Greg Bear: Tangenten. 1997.

1988
- Sleepside Story (1988)
  - Deutsch: Die Hure. In: Greg Bear: Tangenten. 1997.

1989
- Sisters (1989)
  - Deutsch: Schwestern. In: Greg Bear: Tangenten. 1997.

1991
- The Man Who Would Be Kzin (Tales of Known Space – Man-Kzin Wars, 1991, in: Larry Niven (Hrsg.): Man-Kzin Wars IV; mit S. M. Stirling)
  - Deutsch: Der Mann, der Kzin sein wollte. In: Der Überlebende. Bastei Lübbe Science Fiction #24265, 1999, ISBN 3-404-24265-3.

1992
- Jet vs. Sam the Sailor Sheep (1992, in: Yarf! The Journal of Applied Anthropomorphics #20; mit Roz Gibson)
- A Plague of Conscience (1992, in: Robert Silverberg und Martin H. Greenberg (Hrsg.): Murasaki; auch: Plague of Conscience, 2002)

1995
- Judgment Engine (1995, in: Gregory Benford (Hrsg.): Far Futures)

1996
- The Fall of the House of Escher (1996, in: David Copperfield und Janet Berliner (Hrsg.): David Copperfield’s Beyond Imagination; auch: Fall of the House of Escher, 2013)

2000
- Deep Ice and DNA Languages (in: Nature, January 13, 2000)

2002
- MDIO Ecosystems Increase Knowledge of DNA Languages (2215 C.E.) (2002, in: Greg Bear: The Collected Stories of Greg Bear)

2005
- RAM Shift Phase 2 (in: Nature, December 15, 2005)

2010
- Warm Sea (2010, in: Elizabeth Anne Hull (Hrsg.): Gateways)

2014
- Genius (2014, in: Jason V. Brock (Hrsg.): A Darke Phantastique: Encounters with the Uncanny and Other Magical Things)

2015
- Object 00922UU (2015, in: S. T. Joshi (Hrsg.): The Madness of Cthulhu: Volume Two; mit Erik Bear)
- The Machine Starts (2015, in: Jennifer Henshaw und Allison Linn (Hrsg.): Future Visions: Original Science Fiction Inspired by Microsoft)

2016
- Silicon Times E-Book Review (2016, in: Greg Bear: Just Over the Horizon)

### Anthologien
- New Legends (1995; mit Martin H. Greenberg)
- Multiverse: Exploring Poul Anderson’s Worlds (2014; auch: Multiverse: Exploring the Worlds of Poul Anderson, 2016; mit Gardner Dozois)
- Nebula Awards Showcase 2015